# 萨贡托
萨贡托（Sagunto）是一座西班牙东部城市，位于瓦伦西亚省，距其省会城市瓦伦西亚约30公里。城市处于丘陵地带，也是一座海岸城市。2008年人口总计65,821。
约在公元前五世纪时，西班牙的凯尔特部落修建了一座用墙围绕的定居地，在第二次布匿战争中，这里成为引发战争的导火索。1098年熙德曾短暂征服该地。直到1238年海梅一世从摩尔人的手中夺取此城才结束了摩尔人500年的统治。尽管在战火中屡遭毁灭，但是萨贡托还是保留了许多哥特式的古建筑。19世纪末，炼钢业的发展造就了萨贡托的现代都市的风貌。

## 友好城市
- 法國 米约